# Maroc aux Jeux olympiques d'hiver de 2010
Vous lisez un « bon article » labellisé en 2013.
La participation du Maroc aux Jeux olympiques d'hiver de 2010 à Vancouver au Canada, du 12 au 28 février 2010, constitue la cinquième participation du pays à des Jeux olympiques d'hiver. La délégation marocaine est représentée par un seul athlète, Samir Azzimani, en ski alpin, qui est également porte-drapeau du pays lors de la cérémonie d'ouverture de ces Jeux.
Le Maroc ne remporte aucune médaille durant ces Jeux olympiques, son seul sportif inscrit terminant 44e en slalom et 74e en slalom géant.

## Délégation
La délégation sportive marocaine se compose d'un unique sportif, Samir Azzimani. Dirigée par le chef de mission Abdenbi Lerhenane, président délégué de la Fédération royale marocaine de ski et montagne, elle comprend en outre l'entraîneur français Didier Schmidt, ancien membre de l’équipe de France de ski, champion de France de Slalom en 1992.

## Cérémonies d'ouverture et de clôture

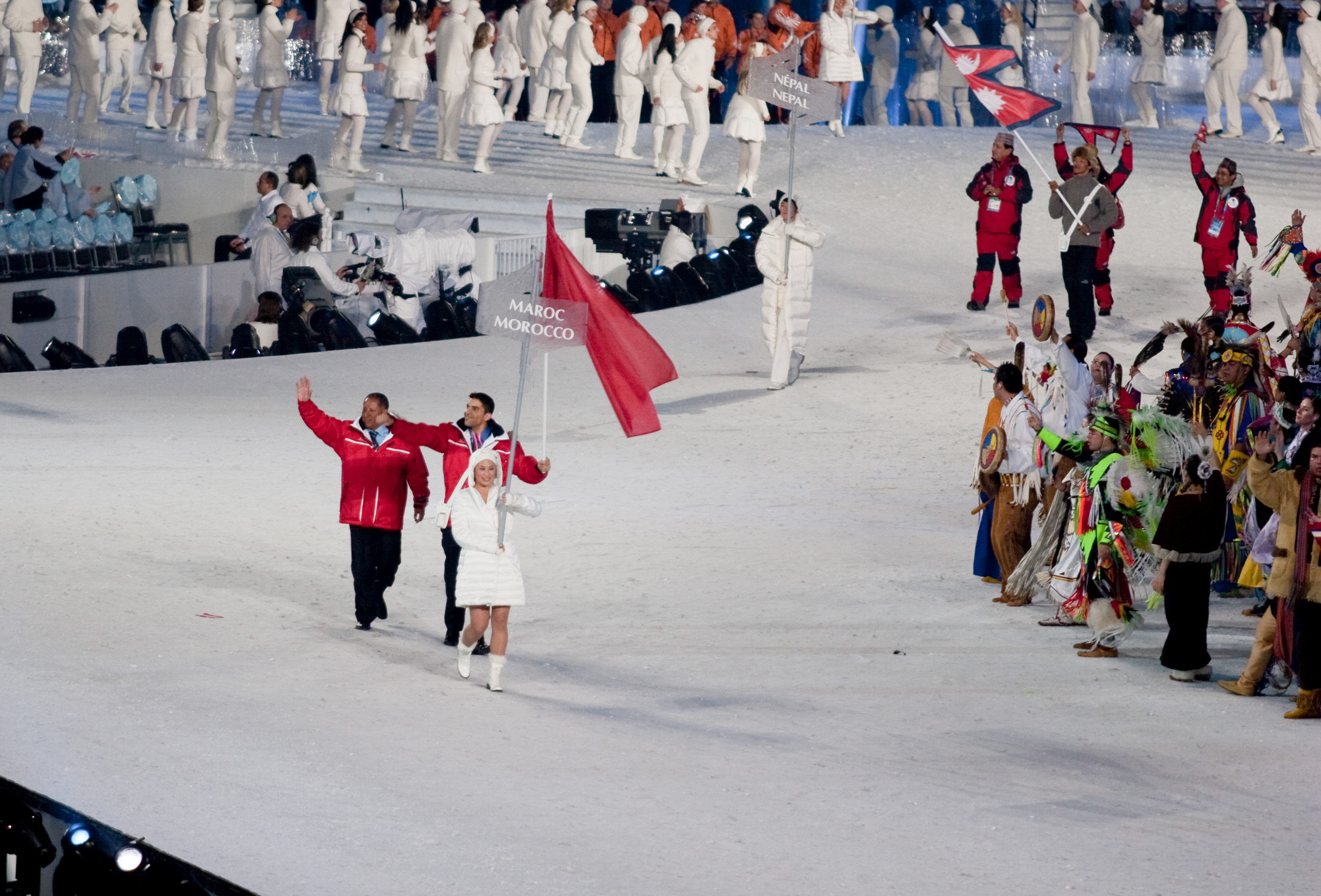
Entrée de la délégation marocaine à la cérémonie d'ouverture.

Le Maroc fait partie, avec l'Afrique du Sud, l'Algérie, l'Éthiopie, le Ghana et le Sénégal, des six pays d'Afrique participant à ces Jeux. Le Maroc est la 56e des 82 délégations à entrer dans le BC Place Stadium de Vancouver, au cours du défilé des nations durant la cérémonie d'ouverture, après le Monténégro et avant le Népal. Cette cérémonie est dédiée au lugeur géorgien Nodar Kumaritashvili, mort la veille après une sortie de piste durant un entraînement. Le porte-drapeau du pays est le skieur Samir Azzimani.
La cérémonie de clôture a lieu également au BC Place Stadium. Les porte-drapeaux des différentes délégations entrent ensemble dans le stade olympique et forment un cercle autour du chaudron abritant la flamme olympique. Le drapeau du Maroc est alors porté par Abdenbi Lerhenane, le chef de mission de la délégation.

## Ski alpin

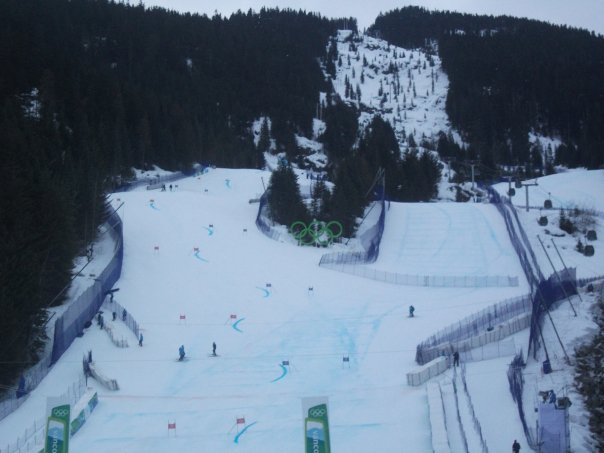
Whistler Creekside, la piste pour les épreuves de ski alpin.

Le Maroc aligne son seul représentant lors des épreuves de ski alpin à ces Jeux olympiques. Il s'agit de Samir Azzimani, né le 22 octobre 1977 à Levallois-Perret et possédant la double nationalité franco-marocaine. Il fait partie du Racing Club de France. Âgé de 32 ans, il prend part aux Jeux olympiques pour la première fois. Samir Azzimani dispute l'épreuve du slalom géant le 23 février, et à celle du slalom le 27 au parc olympique de Whistler.

### Qualification

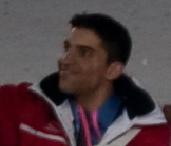
Samir Azzimani lors de la cérémonie d'ouverture des Jeux olympiques de Vancouver.

Trois-cent-vingt places sont attribuables en ski alpin lors des Jeux olympiques de Vancouver, dans la limite de vingt-deux athlètes par nation. La période de qualification s'étale entre juillet 2008 et le 25 janvier 2010. Pour se qualifier, les 500 premiers de chaque épreuve au classement, dans la liste des points de la Fédération internationale de ski (FIS), sont admissibles dans la limite de quatre par pays, en sachant que pour les épreuves de descente, de super-combiné et de super-G, les athlètes doivent obtenir un maximum de 120 points FIS dans l'épreuve concernée. Si une nation ne réalise pas ce critère, il lui est possible d'obtenir un ticket olympique pour chaque sexe dans les épreuves de slalom et de slalom géant, en participant aux Championnats du monde de ski alpin 2009 et en ne dépassant pas les 140 points FIS.
Lors des Mondiaux 2009 à Val-d'Isère, Samir Azzimani ne parvient pas à finir la deuxième manche en slalom géant ni celle en slalom. Cependant, grâce à sa participation à cet évènement sportif et ayant moins de 140 points FIS dans chacune de ces deux disciplines à la date butoir, Samir Azzimani obtient finalement sa qualification pour les Jeux olympiques d'hiver de 2010 en slalom et en slalom géant. Pour cela, il a pris part à différentes compétitions internationales, notamment en Europe. Il y obtient quelques bons résultats, s'imposant par exemple lors du championnat national à Shemshak en 2010 ou lors de la course FIS à Val Thorens en 2009.

### Résultats

#### Slalom géant
Samir Azzimani, qui porte le dossard no 98 lors de l'épreuve, est le 83e des 103 concurrents engagés à s'élancer dans le slalom géant. Azzimani est classé 83e après la première manche, avec un temps de 1 min 32 s 02, soit un retard de 14 s 32 sur le premier de la course, et 84e après la deuxième manche, avec un temps de 1 min 34 s 61. Il termine juste après l'autre athlète africain, le Sénégalais Leyti Seck, à la 74e position avec un temps de 3 min 6 s 63, soit un retard de 28 s 80 sur le champion olympique suisse Carlo Janka. Le résultat d'Azzimani est meilleur que celui de Brahim Aït Si Brahim, qui a terminé en 78e position aux Jeux olympiques d'hiver d'Albertville en 1992.
| Athlète        | Épreuve      | Temps final  | Retard  | Rang |
| -------------- | ------------ | ------------ | ------- | ---- |
| Samir Azzimani | Slalom géant | 3 min 6 s 63 | 28 s 80 | 74e  |

#### Slalom
Le 27 février, Samir Azzimani, avec le dossard no 98 lors de l'épreuve du slalom, réalise un temps de 1 min 0 s 43 durant la première manche, se classant temporairement à la 50e place, avec plus de 12 secondes de retard sur le premier, l'Italien Giuliano Razzoli. À l'issue des deux manches, il se place au 44e rang avec un temps total de 2 min 2 s 43, loin derrière le champion olympique italien Giuliano Razzoli qui l'emporte avec un temps total de 1 min 39 s 32. Il devance l'autre athlète africain, le Ghanéen Kwame Nkrumah-Acheampong qui termine à la 47e place.
| Athlète        | Épreuve | Temps final  | Retard  | Rang |
| -------------- | ------- | ------------ | ------- | ---- |
| Samir Azzimani | Slalom  | 2 min 2 s 43 | 23 s 11 | 44e  |

## Aspects extra-sportifs
Au Maroc, les Jeux olympiques de Vancouver ne sont diffusés par aucune chaîne de télévision nationale. Les Marocains peuvent suivre les épreuves olympiques en regardant en clair les chaînes qatariennes de Al Jazeera Sport en arabe et anglais, ainsi que sur le câble et le satellite sur le réseau d'Eurosport. Eurosport ainsi qu'Eurovision permettent d'assurer la couverture médiatique marocaine sur internet.
Samir Azzimani fait l'objet d'une série d'articles du journal français L'Express, ces derniers retracent jour après jour sa première participation aux Jeux olympiques.